# خالد بن خداش
خالد بن خداش بن عجلان أبو الهيثم المهلبي مولاهم البصري، من رواة الحديث، وشيوخ مسلم بن الحجاج، نزيل بغداد، مات في جمادى الآخرة سنة ثلاث وعشرين ومائتين.

## روايته للحديث النبوي
- حدث عن: مالك بن أنس، ومهدي بن ميمون، وأبي عوانة، وحماد بن زيد، وبكار بن عبد العزيز بن أبي بكرة، وطائفة.
- حدث عنه: مسلم في "صحيحه"، وأحمد بن أبي خيثمة، وأبو زرعة، وأبو بكر بن أبي الدنيا، وعثمان بن خرزاذ، وولده محمد بن خالد، وقد خرج له النسائي بواسطة. وخلق سواهم.
- الجرح والتعديل قال أبو حاتم الرازي: صدوق. وقال ابن حجر العسقلاني: صدوق يخطئ. وقال الحسين بن محمد الجياني: من شيوخ مسلم. وقال الدارقطني: ثقة ربما وهم. وقال زكريا بن يحيى الساجي: فيه ضعف. وقال سليمان بن حرب الأزدي: صدوق، لا بأس به، وأثني عليه خيرا. وقال صالح بن محمد جزرة: صدوق. وقال عبد الباقي بن قانع البغدادي: ثقة. وقال علي بن المديني: ضعيف. وقال محمد بن سعد كاتب الواقدي: ثقة. وقال يحيى بن معين: صدوق، ومرة: ينفرد عن حماد بن زيد بأحاديث، وفي رواية ابن محرز قال: لا بأس به وقال الذهبي: أبلغ ما نقموا عليه أنه ينفرد بأحاديث عن حماد بن زيد، وهذا لا يدل على لينه، فإنه لازمه مدة. وقال يعقوب بن شيبة السدوسي: كان ثقة صدوقا.